# Чемпионат Тернопольской области по футболу
Чемпионат Тернопольской области по футболу — областное соревнование украинского футбола среди любительских команд. В соревновании участвуют 10 клубов. Первый чемпионат был проведён в 1991 году. Проводится под эгидой Ассоциация футбола Тернопольщины.

## Все победители
| Год        | Победитель                       | 2 место                  | 3 место                  |
| ---------- | -------------------------------- | ------------------------ | ------------------------ |
| 1991       | «Колос» Новоселка                | «Старт» Козова           | «Заря» Хоростков         |
| 1992       | «Колос» Монастыриска             | «Нива» Теребовля         | «Колос» Бучач            |
| 1992-1993  | «Колос» Монастириска             | «Сокол» Великие Гаи      | «Нива» Теребовля         |
| 1993-1994  | «Колос» Зборов                   | «Сокол» Великие Гаи      | «Нива» Теребовля         |
| 1994-1995  | «Нива» Теребовля                 | «Прометей» Борщёв        | «Динамо» Копычинцы       |
| 1995-1996  | «Заря» Хоростков                 | «Сокол» Великие Гаи      | «Прометей» Борщёв        |
| 1996-1997  | «Заря» Хоростков                 | «Прометей» Борщёв        | «Сокол» Великие Гаи      |
| 1997-1998  | «Заря» Хоростков                 | «Сокол» Великие Гаи      | «Нива» Теребовля         |
| 1998-1999  | «Сокол-Орион» Великие Гаи        | «Заря» Хоростков         | «Колос» Бучач            |
| 1999 осень | «Сокол-Орион» Великие Гаи        | «Заря» Хоростков         | «Нива-2» Тернополь       |
| 2000       | «Лысоня» Бережаны                | «Заря» Хоростков         | «Нива-Бровар» Теребовля  |
| 2001       | «Лысоня» Бережаны                | «Прогрес-Орион» Грабовцы | «Бровар» Микулинцы       |
| 2002       |                                  |                          |                          |
| 2003       |                                  |                          |                          |
| 2004       | «Днестр» Залещики                | «Заря» Хоростков         | «Сокол» Бережаны         |
| 2005       | «Бровар» Микулинци               | «Заря» Хоростков         | «Нива» Теребовля         |
| 2006       | «Бровар» Теребовля               |                          |                          |
| 2007       | «Тернополь-Буревесник» Тернополь | «Галич» Збараж           | «Бровар» Теребовля       |
| 2008       | «Галич» Збараж                   | «Товтры» Козлов          | ФК «Лановцы»             |
| 2009       | ФК «Тернополь»                   | ФК «Бережаны»            | «Агро-Збруч» Подволочиск |
| 2010       | ФК «Тернополь»                   |                          |                          |
| 2011       | ФК «Тернополь»                   |                          |                          |
| 2012       | ФК «Бережаны»                    |                          |                          |
| 2013       | ФСК «Чортков»                    | «Днестр» Залещики        | ФК «Тернополь-2»         |
| 2014       | «Нива» Теребовля                 | ФК «Бережаны»            | ФК «Борщёв»              |
| 2015       | «Нива» Теребовля                 | «Днестр» Залещики        | «КАМ» Бурдяковцы         |
| 2016       | «Нива» Теребовля                 | «Агрон-ОТГ» Великие Гаи  | «ДСО-Подолье»            |
| 2017       | «Агрон-ОТГ» Великие Гаи          | «ДСО-Подолье»            | «Кристалл» Чортков       |
| 2018       | «Агрон-ОТГ» Великие Гаи          | «Кристалл» Чортков       | «ДСО-Подолье»            |
| 2019       | «Агрон-ОТГ» Великие Гаи          | «Нива» Теребовля         | «Агронива» Заводское     |
| 2020       | «Нива» Теребовля                 | «Агрон-ОТГ» Великие Гаи  | «Медоборы»               |
| 2021       | «Агрон-ОТГ» Великие Гаи          | «Нива» Теребовля         | «Медоборы»               |
| 2022       | «Агрон-ОТГ» Великие Гаи          | «Медоборы»               | «Агрон-ОТГ» Великие Гаи  |
| 2023       | «Агрон-ОТГ» Великие Гаи          | «Медоборы»               | «Днестр» Залещики        |
| 2024       | «Агрон-ОТГ» Великие Гаи          | «Днестр» Залещики        | «Колос» Бучач            |